# Жанна (фильм)
«Жанна» — российский фильм 2022 года режиссёра Константина Статского по мотивам одноимённой пьесы Ярославы Пулинович.

## Сюжет
Жанна — пятидесятилетняя успешная self-made бизнесвумен. У неё своя торговая компания, роскошная квартира и красивый молодой любовник Андрей. Казалось бы, кроме молодости у Жанны есть всё, что только можно пожелать. Но только ли это главное в жизни?
Идиллия рушится в один день: Андрей объявляет Жанне, что уходит к девушке Кате, которая ждёт от него ребёнка. Она выслушивает Андрея молча, доедая свой завтрак. Далее – делает жизнь Андрея и его беременной девушки почти невыносимой, что приводит к трагедии.
Флешбеками постепенно открывается история Жанны. Тяжёлое детство в деревне с матерью, без отца. Главная героиня прошла через нищету, предательство, смерть близких, пережив много боли и потерь. Начинала бизнес в 1990-е годы, когда торговала на рынке, подкупая нечистых на руку милиционеров, и не сдавая крышующих её братков, обрастая связями в криминальных и силовых структурах. Теперь в подчинении Жанны сотни людей, она привыкла решать все конфликты сама и радикально: и забастовку дальнобойщиков остановит, и производственный процесс наладит.
Жанна хорошо усвоила жизненный урок: в детстве, отбиваясь в одиночку от стаи бездомных собак, начав сама лаять на них. Оставшись внутри маленькой девочкой, Жанна прикрывает внутреннюю беззащитность жёсткостью «железной леди», переходящей в жестокость, что обеспечило ей успех в бизнесе, но лишило человеческих отношений. За успех Жанна заплатила большую цену — у неё нет самого главного — любви.

## В ролях
- Ксения Раппопорт — Жанна Троицкая, бизнес-леди
- Александр Новин — Андрей Анненский, бывший любовник Жанны
- Евгений Миронов — Виталий Краснов, друг юности Жанны, сотрудник спецслужб
- Таисия Вилкова — Катя, девушка Андрея
- Ясмина Омерович — Аня Троицкая
- Софья Кругова — Аня в детстве
- Ростислав Бершауэр — Игорь, начальник охраны
- Елена Галибина -продавщица
- Игорь Грабузов — Георгий Трофимович Троицкий, отец Ани и Петра
- Мария Большова — мама Ани
- Наталья Гриншпун — Нина, домработница
- Владимир Комаров — Толик Снегирёв, любовник Анны, бандит
- Павел Кузьмин — Стас, помощник Жанны
- Марина Клещёва — Людмила Троицкая
- Татьяна Патракова — Людмила в 40 лет, вторая жена Георгия
- Алексей Овсянников — Воронов, майор милиции
- Ксения Комарова — Рита, бухгалтер
- Полина Райкина — Валентина, бухгалтер
- Яна Сексте — Татьяна, бухгалтер

## Прокат
Премьера фильм прошла в августе 2022 года в рамках в программы «Русские премьеры» 44-го Московского международного кинофестиваля.
12 октября 2022 года прошёл специальный показ в киноцентре «Октябрь», в конце октября 2022 года был опубликован трейлер фильма.
В кинопрокат фильм вышел 17 ноября 2022 года, фильм посмотрели 11 446 зрителей, кассовые сборы составили 3 422 389 рублей ($ 56 803).
Телепремьера состоялась 12 января 2023 на Первом канале.

## Фестивали
- XIX кинофестиваль «Меридианы Тихого» (2022) — Приз зрительских симпатий за лучший российский фильм[6]
- XIХ кинопремия Белый квадрат (2023) — номинант на премию «Лучший кинооператор года» (Максим Осадчий)[7]
- Фильм вошёл в Лонг-лист из 50 фильмов номинантов на XXI кинопремию «Золотой орёл» (2023) в категории «Лучший игровой фильм»[8]

## Основа
Фильм «вырос» из одноимённого спектакля Театра наций по пьесе Ярославы Пулинович, постановка успешно шла семь лет с 2014 года, худрук театра Евгений Миронов сказал, что идея экранизировать пьесу родилась давно, при этом фильм отличается от пьесы — был введён дополнительный герой:

Когда у меня созрела идея экранизировать пьесу, первым, к кому я обратился как к режиссёру, это был Статский. Мне очень понравились его картины, я понимал, что «Жанне» нужен такой режиссёр, молодой, современный и глубокий.— Евгений Миронов

Фильм делался совместно с Евгением Мироновым, художественным руководителем Театра Наций. Он и сыграл роль друга Жанны, высокопоставленного силовика, который помогает ей решать проблемы. Для Миронова это роль «на сопротивление». Эпизод с Евгением Витальевичем отдельно — это картина внутри картины — режиссёр фильма Константин Статский

## Рецензии
- Владислав Ясинский — Сильная и независимая: фильм Константина Статского «Жанна» // RT, 31 августа 2022
- Иветта Невинная — Железная «Жанна»: чем фильм с Мироновым и Раппопорт похож на всю Россию // News.ru, 17 ноября 2022
- Пётр Кабанов — Железная леди по имени Жанна // Областная газета, № 213 от 19 ноября 2022
- Ольга Маршева — «Жанна»: героиня Ксении Раппопорт разбирается с наглыми любовниками и прочими нахлебниками // 7 дней, 19 ноября 2022
- Сусанна Альперина — Худрук Театра Наций Евгений Миронов рассказал о фильме «Жанна» // Российская газета — Неделя — Федеральный выпуск: № 259(8907) 15 ноября 2022